# نیک نووچنتو
نیک نووِچنتو (ایتالیایی: Nik Novecento؛ ‏ ۱۹ فوریهٔ ۱۹۶۴ – ۱۵ اکتبر ۱۹۸۷) بازیگر و سلبریتی تلویزیونی اهل ایتالیا بود.
از فیلم‌ها یا مجموعه‌های تلویزیونی که وی در آن‌ها نقش داشته‌است، می‌توان به زندگی عجیب است و ما سه نفر اشاره نمود.